# AEG G.I
AEG G.I (AEG K.I) – niemiecki samolot bombowy w układzie dwupłatu z okresu I wojny światowej, zaprojektowany i zbudowany w wytwórni Allgemeine Elektricitäts-Gesellschaft (AEG) w Berlinie. Powstała w liczbie dwóch prototypów maszyna była pierwszym dwusilnikowym bombowcem skonstruowanym przez AEG, a jej rozwinięciem był produkowany seryjnie AEG G.II.

## Historia i użycie

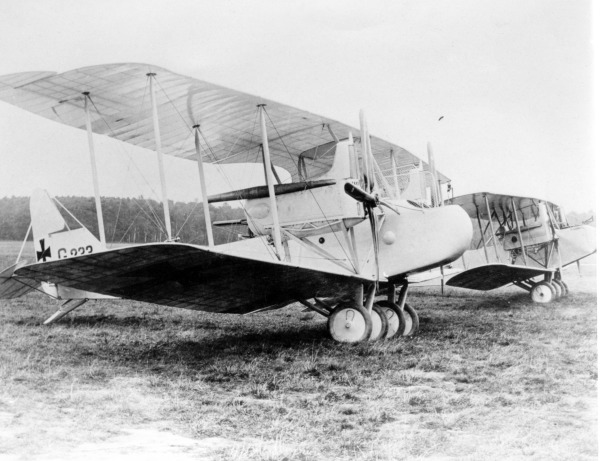
AEG G.III i AEG G.I

W marcu 1914 roku sztab generalny niemieckiej armii zatwierdził nową klasę samolotu nazwaną Kampfflugzeug (dosłownie samolot bitewny), a w lipcu 1914 roku Inspektion der Fliegertruppen (Idflieg) opublikował specyfikację dla tej klasy w ramach przygotowań do zaplanowanego na wiosnę 1915 roku konkursu. Kampfflugzeug miał być „powietrznym krążownikiem” z trzyosobową załogą, napędzanym silnikami o mocy 200 KM i charakteryzujący się długotrwałością lotu wynoszącą sześć godzin, uzbrojonym w karabiny maszynowe oraz bomby.
W odpowiedzi na wymagania konkursowe w wytwórni Allgemeine Elektricitäts-Gesellschaft (AEG) w Berlinie zaprojektowano samolot w układzie dwupłatu o oznaczeniu fabrycznym GZ1, napędzany dwoma silnikami rzędowymi Mercedes D.I o mocy 74 kW (100 KM) każdy, w układzie ciągnącym. Maszyna miała miejsca obok siebie dla dwóch członków załogi, a na usytuowanym z przodu stanowisku zamontowano pojedynczy ruchomy karabin maszynowy, gdyż przeznaczeniem konstrukcji miało być ściganie i niszczenie samolotów przeciwnika. Szkielet kadłuba wykonany był ze spawanych rur stalowych, a z wyjątkiem opancerzonego stanowiska strzelca płatowiec pokryty był płótnem.
Pierwszy prototyp o oznaczeniu wojskowym AEG K.I został oblatany w styczniu 1915 roku przez pilota doświadczalnego Willy’ego Kanitza. Pomyślne wyniki przeprowadzonych w okresie od stycznia do lutego prób (m.in. dobre właściwości lotne) skłoniły Idflieg do zamówienia kolejnego prototypu przeznaczonego do testów w warunkach bojowych. Drugi prototyp, oznaczony później AEG G.I (ale zachowujący oznaczenie firmowe GZ1) ukończono w marcu 1915 roku i prawdopodobnie zbudowany został z części komponentów K.I. W porównaniu do pierwszego prototypu dodano trzeciego członka załogi, który obsługiwał drugi ruchomy karabin maszynowy umieszczony na tylnym stanowisku strzeleckim.
AEG G.I został 24 kwietnia 1915 roku wysłany z fabryki z przydziałem do 4. Armii, bez przeprowadzenia testów w Adlershof. Nieznane są wyniki przeprowadzonych w warunkach bojowych prób, jednak nie podjęto produkcji seryjnej samolotu. Ulepszonym następcą modelu G.I był lekko powiększony i napędzany mocniejszymi silnikami AEG G.II.
AEG K.I (G.I) był pierwszym dwusilnikowym samolotem bombowym powstałym w wytwórni AEG.

## Opis konstrukcji i dane techniczne
AEG K.I (G.I) był dwusilnikowym dwupłatowym samolotem bombowym o konstrukcji drewnianej. Długość samolotu wynosiła 8,7 metra, a jego wysokość 3,15 metra.
Rozpiętość górnego płata wynosiła 16 metrów, dolnego 15,2 metra, a powierzchnia nośna 61 m². Cięciwa obu płatów wynosiła 2,2 metra, a odstęp między nimi miał 2,3 metra. Masa własna wynosiła 1160 kg, zaś masa całkowita (startowa) 1610 kg. Podwozie czterokołowe, stałe.
Napęd stanowiły dwa chłodzone cieczą 6-cylindrowe silniki rzędowe Mercedes D.I o mocy 74 kW (100 KM) każdy, napędzające śmigła w układzie ciągnącym. Prędkość maksymalna samolotu wynosiła 125 km/h. Maszyna osiągała wysokość 800 metrów w czasie 10–12 minut.
Uzbrojenie stanowiły jeden (K.I) lub dwa (G.I) ruchome karabiny maszynowe oraz małe bomby.